# Estação Ferroviária de Valongo
A Estação Ferroviária de Valongo (nome anteriormente grafado como "Vallongo") é uma interface da Linha do Douro, que serve a localidade de Valongo, no distrito do Porto, em Portugal.

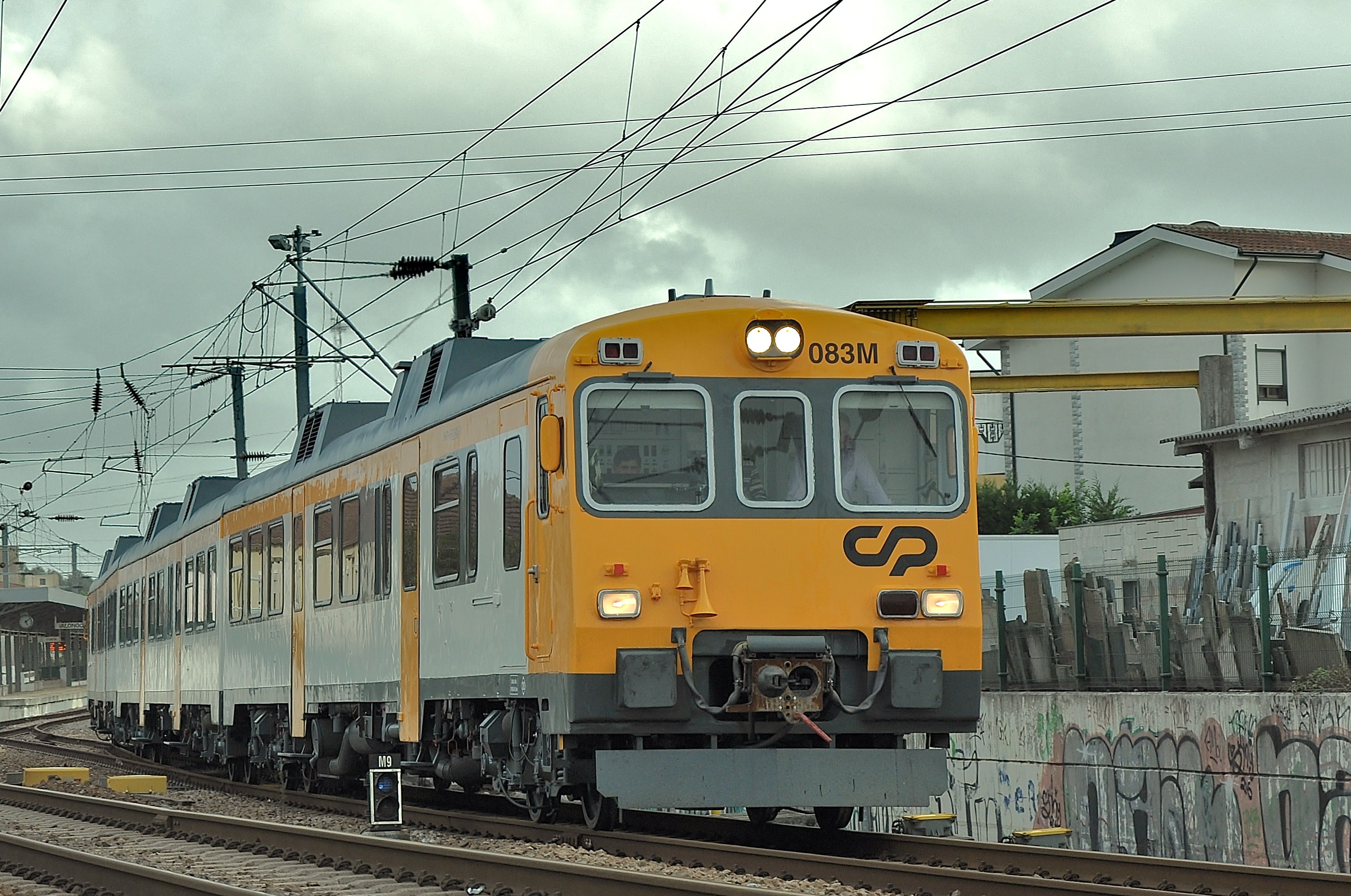
“Camelo” circulando na Estação de Valongo em 2010, em marcha de formação.

## Caracterização

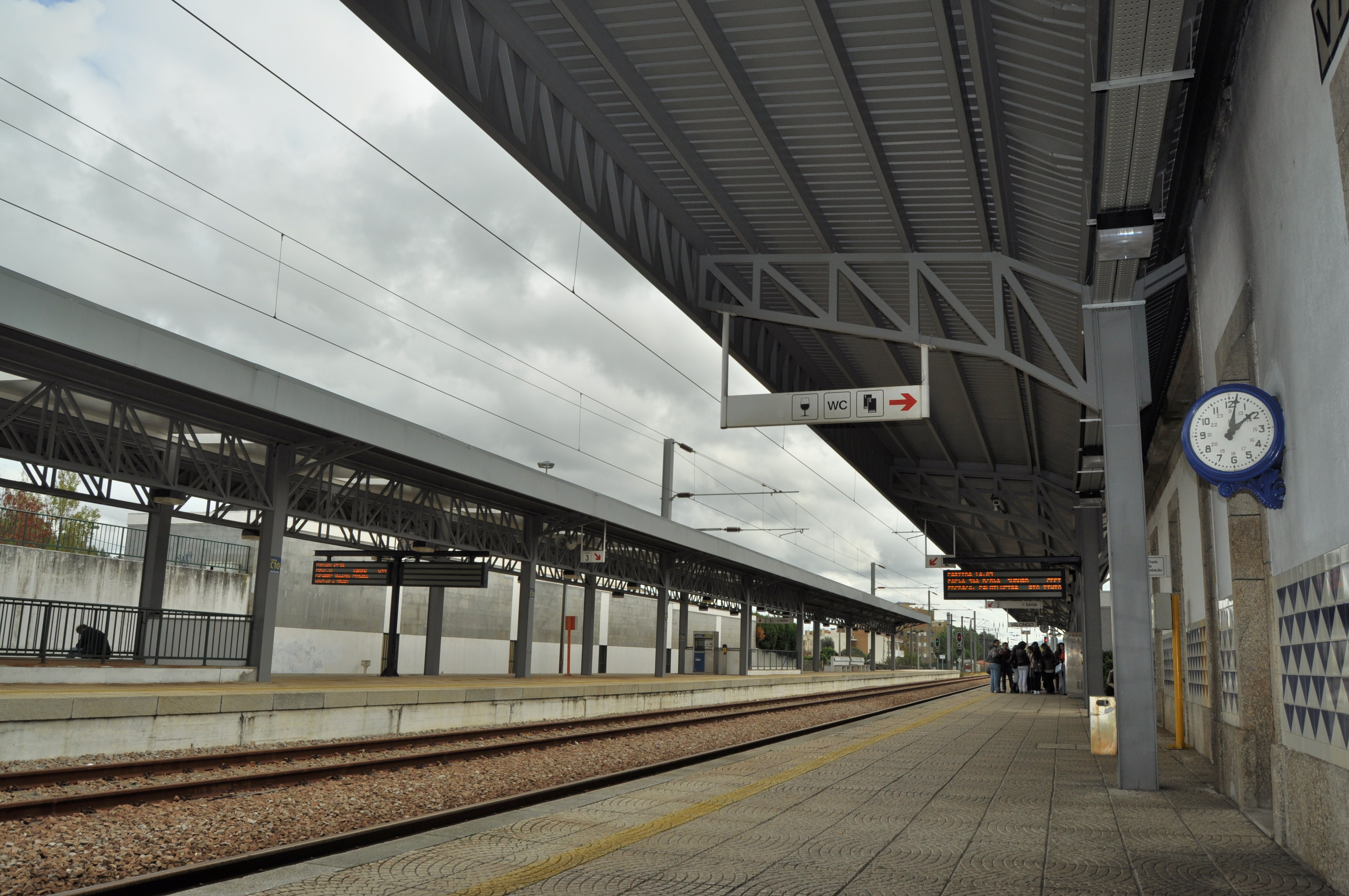
Vista da plataforma, em 2010.

### Localização e acessos
Esta interface situa-se na localidade de Valongo, tendo acesso pela Rua da Estação.

### Infraestrutura
Em 2010, a estação dispunha de três vias de circulação, com 274, 252 e 219 m, e duas plataformas com 229 m e uma altura de 70 cm. O edifício de passageiros situa-se do lado sudoeste da via (lado direito do sentido ascendente, a Barca d’Alva).

### Serviços
Em dados de 2023, esta interface é servida por comboios de passageiros da C.P. de tipo urbano no serviço “Linha do Marco”, com 18 circulações diárias em cada sentido entre Porto-São Bento e Penafiel, e mais 17 entre aquela estação e Marco de Canaveses, bem como uma circulação diária em cada sentido do serviço regional entre Porto-São Bento e Régua.

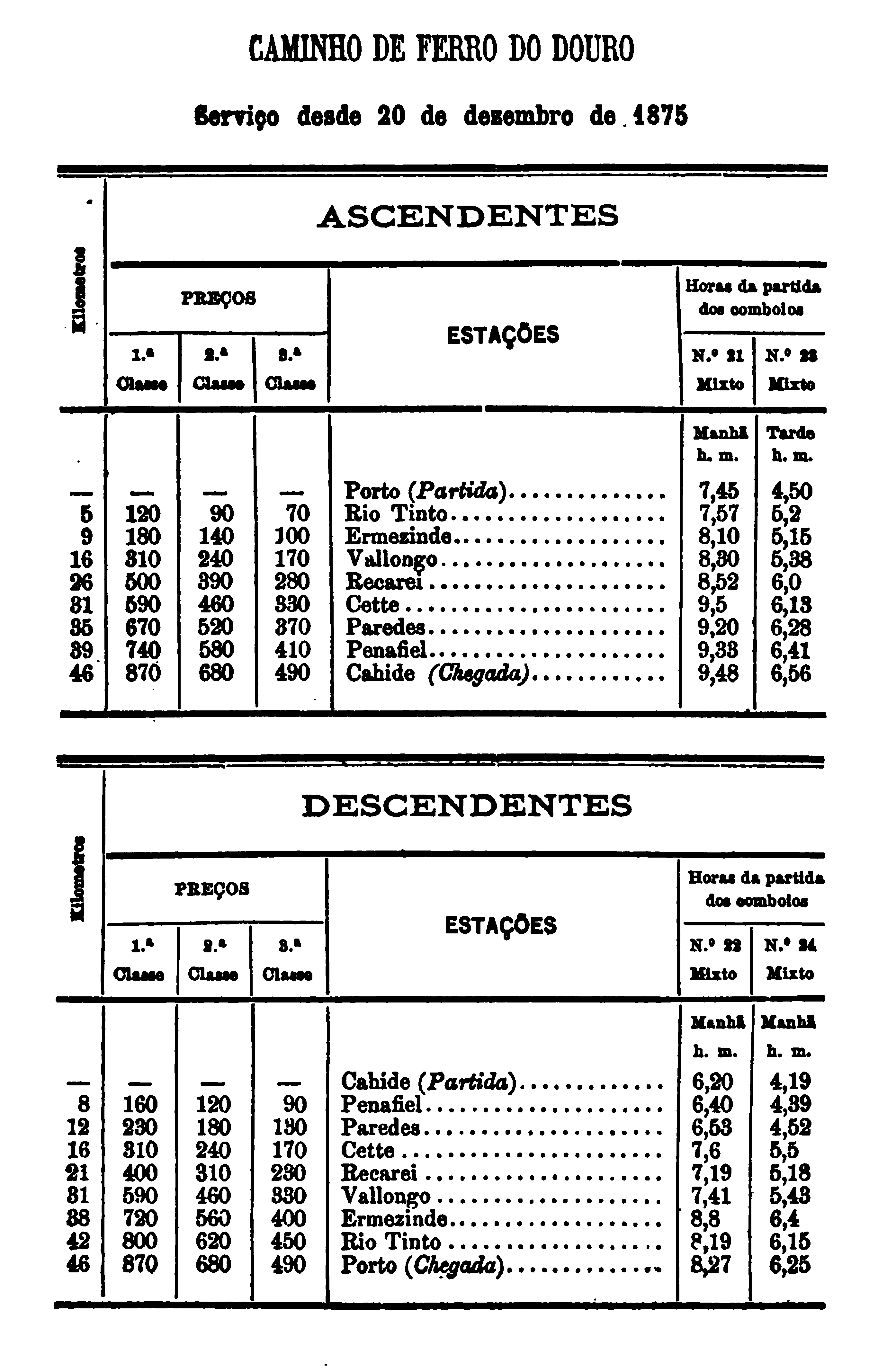
Horário de 1875, de Campanhã a Caíde.

## História
Esta interface situa-se no lanço entre Ermesinde e Penafiel da Linha do Douro, que abriu à exploração em 30 de Julho de 1875, fazendo parte do elenco inicial de interfaces neste troço.
Em 1913, existia um serviço de diligências ligando a estação de Valongo a Paços de Ferreira e Freamunde.

Em 1933, a Companhia dos Caminhos de Ferro Portugueses realizou várias obras de reparação e melhoramento nesta estação, e nesse ano, a Comissão Administrativa do Fundo Especial de Caminhos de Ferro autorizou o calcetamento do cais.